# Чичерин, Алексей Николаевич
Алексе́й Никола́евич Чиче́рин (1894, по другим данным 1884 или 1889, Москва — 20 октября 1960, Москва) — русский поэт-футурист и конструктивист, «конструктор книги», теоретик искусства.

## Биография
Родился 20 февраля 1894 года (по другим данным — в 1884 или 1889 году) в Москве, в интеллигентной семье. Предки Чичерина были крестьянами, переселившимися в Москву и занимавшимися там торговлей. Имел двух братьев, один из них умер в 1916 г., другой был призван в армию в 1915 г. и пропал без вести. Литературой занимался с детства, публиковался в студенческих изданиях. Получил высшее образование. В юности давал частные уроки русского языка и литературы, тогда же увлекся книжным делом.
Первая книга футуристических стихов «Шлепнувшиеся аэропланы» вышла в 1914 г. в Харькове (однако в дальнейшем Чичерин не включал её в списки своих работ). Вместе с И. Сельвинским Чичерин стоял у истоков советского литературного конструктивизма: в 1923 г. они выпустили совместный манифест «Знаем. Клятвенная конструкция (декларация) конструктивистов-поэтов». По утверждению С.А. Коваленко, декларация была написана Чичериным и впервые прочитана в московском Политехническом музее 8 декабря 1922 г., а затем снова 27 марта 1923 г. На дебатах, последовавших за чтениями 1923 года, Б. Арватов охарактеризовал позицию Чичерина как «метафизическую» и «мистическую».
Входил в состав ЛЦК (Литературный центр конструктивистов), где занимал наиболее радикальные, формалистические позиции, что привело к разногласиям с другими членами группы. 27 апреля 1924 г. Чичерин был исключен из ЛЦК как «идеологически чуждый».
В 1925 г. основал литературную группу «Кан-Фун» (Конструктивизм и функционализм), в следующем году выпустил одноименную декларацию. С 1926 г. был членом правления Всероссийского союза поэтов, где заведовал академическим сектором. Был членом Всероссийского союза писателей.
Публике 1920-х гг. был широко известен как чтец произведений В. Маяковского. «В коротких штанишках, с голыми ногами, бритым черепом, великан, голосистый, он великолепно читал Маяковского» (С. Кирсанов).
 Однажды на улицах [Харькова] появились афиши. Поэт-футурист Алексей Чичерин обещал «бархатным благовестом голоса» прочесть поэму Владимира Маяковского «Человек». <...>
Трудно было настроиться серьезно, когда на эстраду вышел высокий человек с неправдоподобно раскосыми дикими глазами под великолепным размахом бровей, в дамском кимоно с узорами и большим бантом на груди.
Но он нахмурился в ответ нашим улыбкам, скрестил на груди полуголые мускулистые руки, набрал воздуху, и низкий, действительно бархатный, прекрасно поставленный голос, как орган, зарокотал... — Р. Райт-Ковалёва.
Художник Б. Косарев вспоминал разговор, состоявшийся на выступлении В. Маяковского в Харькове: «Когда Маяковский кончил читать и наклонился, чтобы поднять лежащие на просцениуме записки, Катаев громко сказал: „Маяковский, вы знаете Алексея Чичерина?“ — „Знаю“. — „А он читает ваши стихи лучше, чем вы“. И тут я не поверил своим глазам — Маяковский густо побагровел и как-то беспомощно ответил: „Ну, что ж, я ведь не профессиональный чтец...“».
Работал в Наркомпросе. C 1923 г. — технический редактор Госиздата. В 1926 г. назначен А.В. Луначарским техническим и художественным редактором журнала «Советское искусство» (с 1929 г. — журнал «Искусство»). В 1933—1941 гг. продолжал заниматься редакторской работой и литературной деятельностью. В 1934—1936 гг. учился на курсе истории философии в московском университете марксизма-ленинизма. В 1930-е гг. Союзом писателей СССР проведена однодневная выставка книг, оформленных Чичериным. В 1941—1943 гг., в период эвакуации московских издательств, заведовал книжными киосками. По обвинению в пропаже книг стоимостью несколько тысяч рублей был осужден по статье 116 Уголовного кодекса и приговорен к тюремному сроку в пять лет. Освобожден в сентябре 1946 г. После освобождения работал техническим и литературным редактором в Московском технологическом институте, в 1950-е годы — в издательстве «Искусство».
Умер 20 октября 1960 г. в Москве.
Поэтическое наследие Чичерина не собрано и практически не изучено, его имя и творческая биография малоизвестны и остаются мифологизированными. Поэта путают с литературоведом А.В. Чичериным или с другими авангардистами. Например, В. Шаламов в эссе «Рифма» ошибочно относит Чичерина к группе ничевоков, а в статье «Осколки двадцатых годов» приписывает ему «Поэму конца», в действительности принадлежавшую эгофутуристу В. Гнедову, и литературоведческую работу однофамильца А.В. Чичерина.
В фонде А.Н. Чичерина в РГАЛИ хранятся рукописи неопубликованных стихотворений, поэм, «Воспоминания о Маяковском», материалы к биографии и другие документы 1930-х — 1950-х годов.

## Творчество
По мнению исследователя русского авангарда Дж. Янечека, Чичерин был «наиболее изобретательным, оригинальным и радикальным» из русских литературных конструктивистов. По словам К. Зелинского, «в отношении „дематериализации“ поэтических средств Чичерин зашел очень далеко и перед нами стоят его попытки даже своеобразной геометрической „стенографии“, которую он расшевеливает звуковой рябью». Поэтические эксперименты Чичерина 1920-х гг. были направлены на отказ от слов и создание абстрактных геометрических композиций, близких конструктивизму в изобразительном искусстве (например, работам Эль Лисицкого, выдвинувшего созвучную Чичерину идею о создании литературных произведений посредством иероглифических, топографических и иконических средств). На титульном листе отдельного издания декларации «Кан-Фун» (1926) Чичерин утверждает: «Слово — болезнь, язва, рак, который губил и губит поэтов и неизлечимо пятит поэзию к гибели и разложению» (в оригинале — без знаков препинания). В этой декларации поэт заявлял: «Закон конструктивной поэтики предопределяет восприятие знаков путем зрения — посредством глаз. Первое место в Поэтическом „языке“ должен занять знак картинного предстояния, называемый пиктограммой, и образ в предмете, а идеограммная конструкция линейных соотношений, как знак с уклоном в абстракцию — может быть на втором месте. Путь развития Конструктивизма — к картинным и предметным конструкциям без названия».
В библиографии работ Чичерина, приведенной в сборнике «Мена всех» (1924), упоминается «пряничное издание» поэмы «Авеки веков» (1924), с подзаголовком «мрачная поэма»: этот «пряник, испеченный в 15-ти экземплярах, был продан в Моссельпроме и съеден тогдашними потребителями поэзии».
Поэма Чичерина «Звонок к дворнику» (1927) состояла из шести «глав», каждая из которых представляла собой сюрреалистический рисунок, выполненный «по заданию и коррективам автора» художником-экспрессионистом и бывшим участником авангардистской группы ничевоков Б. Земенковым.

### Посмертные издания
- Чичерин А.Н. [Пять стихотворений] // Бирюков С.Е. Зевгма: Русская поэзия от маньеризма до постмодернизма. — М.: Наука, 1994. С. 174—176, 211—213.
- Алексей Чичерин: Конструктивизм воскрешения. Декларации, конструэмы, поэзия, мемуары. Исследования и комментарии / Сост. А.А. Гончаренко; под ред. А.А. Россомахина. — СПб.: Издательство Европейского университета в Санкт-Петербурге, 2019. — 320 с.